# Пляховая (заказник)
«Пляховая» (укр. «Пляхова») — ландшафтный заказник местного значения, расположенный на территории Днепровского района Киевского горсовета (Украина). Создан 24 октября 2002 года. Площадь — 100 га. Землепользователь — Дарницкое лесопарковое хозяйство.

## История
Заказник был создан решением Киевского горсовета № 96/256 от 24 октября 2002 года и решением Киевского горсовета от 12.02.2004 года №22/1231. Заказник создан с целью сохранения ценных природных сообществ. На территории заказника запрещены любая хозяйственная деятельность и в том числе ведущая к повреждению природных комплексов.
Согласно обследованию заказника ДОП «Зелене майбутнє» (Зелёное будущее; 19 августа 2015 года), на территории заказника были обнаружены незаконные сооружения, ограждения, повреждения земельного покрова и гидрологического режима территории. Часть заказника занята незаконными садово-дачными участками.

## Описание
Заказник занимает квадраты 20 (участки 25-41), 21 (уч. 13-22), 22 (уч. 10-26), 23 (уч. 10-18), 24 (уч. 22, 25-27), 25 (уч. 52-55), 28 (уч. 4, 7-9, 24) Днепровского лесничестваː часть мелиорированного русла реки Пляховая (ручей Пляховой реки Дарница) и прилегающий участок лесного массива с несколькими озёрами, что между Броварским проспектом и посёлком Рыбное на севере, ж/д линией и жилым массивом ДВРЗ на юге. Западнее и восточнее (по руслу реки) примыкают участки заказника Рыбное, юго-западнее (между заказником и ДВРЗ) планируется (согласно Генплану Киева до 2025 года) парк на базе лесопарка возле ДВРЗ.
Как добратьсяː 1) ост. ДВРЗ (на ул. Алма-Атинская) марш. такси № 211 (от ст. м. Демиевская), 555 (от ст. м. Черниговская), затем пешком около 1,7 км; 2) до посёлка Рыбное автобус № 154 (от ст. м. Лесная; трижды в день), затем пешком около 0,8 км; 3) от ост. Быковня-3 (на Броварском проспекте; все автобусы с ст. м. Лесная в сторону Броваров) пешком около 1,3 км. Близлежащее метроː   Лесная.

## Природа
Ландшафт заказника представлен мелиорированным руслом реки, водоемами и заболоченными участками, комплексом прибрежно-водной растительности и лесными насаждениями.
Лесные насаждения представлены сосновыми и смешанными лесами. Ранее экосистема заказника также была представлена болотно-сфагновыми участками.
Здесь встречаются околоводные и водоплавающие птицы.